# Goniastrea favulus
Goniastrea favulus är en korallart som först beskrevs av James Dwight Dana 1846.  Goniastrea favulus ingår i släktet Goniastrea och familjen Faviidae. IUCN kategoriserar arten globalt som nära hotad. Inga underarter finns listade i Catalogue of Life.